# Ploudalmézeau
Ploudalmézeau är en kommun i departementet Finistère i regionen Bretagne i västra Frankrike. Kommunen ligger i kantonen Ploudalmézeau som tillhör arrondissementet Brest. År 2022 hade Ploudalmézeau 6 440 invånare.

## Befolkningsutveckling
Antalet invånare i kommunen Ploudalmézeau
Referens:INSEE